# Saison 2010 du Tour européen PGA
| Rang                     | Golfeur              | Gain (€)  |
| ------------------------ | -------------------- | --------- |
| 1                        | Martin Kaymer        | 4 461 011 |
| 2                        | Graeme McDowell      | 3 896 996 |
| 3                        | Lee Westwood         | 3 222 423 |
| 4                        | Ian Poulter          | 3 027 008 |
| 5                        | Francesco Molinari   | 2 799 692 |
| 6                        | Robert Karlsson      | 2 296 486 |
| 7                        | Ernie Els            | 2 261 607 |
| 8                        | Charl Schwartzel     | 2 207 965 |
| 9                        | Miguel Angel Jimenez | 2 179 418 |
| 10                       | Louis Oosthuizen     | 2 070 763 |
| source: europeantour.com |                      |           |

Le circuit européen de golf 2010 est le circuit européen de golf qui s'est déroulé sur l'année 2010, entre décembre 2009 et novembre 2010. L'évènement est organisé par une organisation de la PGA européenne, dont la plupart des tournois se tiennent en Europe. La saison s'articule autour de quarante-sept tournois dont les quatre tournois majeurs que sont le Masters, l'Open américain, l'Open britannique et le championnat de la PGA.
L'Allemand Martin Kaymer remporte la Race to Dubai en devançant le Nord-Irlandais Graeme McDowell et l'Anglais Lee Westwood.

## Tournois
| Dates                  | Tournoi                            | Vainqueur              | Gains totaux (€) |
| ---------------------- | ---------------------------------- | ---------------------- | ---------------- |
| 10-13 déc. 2009        | Championnat Alfred Dunhill         | Pablo Martin Benavides | 998 200          |
| 17-20 déc. 2009        | Open d'Afrique du Sud              | Richie Ramsay          | 1 010 637        |
| 7-10 jan. 2010         | Open d'Afrique                     | Charl Schwartzel       | 993 900          |
| 14-17 jan. 2010        | Open de Joburg                     | Charl Schwartzel       | 1 313 847        |
| 21-24 jan. 2010        | Championnat d'Abou Dabi            | Martin Kaymer          | 1 504 497        |
| 28-31 jan. 2010        | Masters du Qatar                   | Robert Karlsson        | 1 760 945        |
| 4-7 fév. 2010          | Classic de Dubai                   | Miguel Angel Jimenez   | 1 765 104        |
| 11-14 fév. 2010        | Masters d'Avanatha                 | Andrew Dodt            | 1 488 260        |
| 17-21 fév. 2010        | Championnat du monde de match-play | Ian Poulter            | 6 223 417        |
| 4-7 mars 2010          | Open de Malaysie                   | Seung-Yul Noh          | 1 497 605        |
| 11-14 mars 2010        | WGC-CA Championship                | Ernie Els              | 6 207 143        |
| 18-21 mars 2010        | Trophée Hasan II                   | Rhys Davies            | 1 361 205        |
| 25-28 mars 2010        | Open d'Andalousie                  | Louis Oosthuizen       | 1 017 802        |
| 8-11 avril 2010        | The Masters                        | Phil Mickelson         | Lié à la PGA     |
| 8-11 avril 2010        | Open de l'île de Madère            | James Morrison         | 697 380          |
| 15-18 avril 2010       | Open de Chine                      | Yong-eun Yang          | 2 500 000 $      |
| 22-25 avril 2010       | Championnat de Ballantine          | Marcus Fraser          | 2 200 000        |
| 29 avril-2 mai 2010    | Open d'Espagne                     | Alvaro Quiros          | 2 000 000        |
| 6-9 mai 2010           | Open d'Italie                      | Fredrik Andersson Hed  | 1 300 000        |
| 13-16 mai 2010         | Open Calla Millor Mallorca         | Peter Hanson           | 800 000          |
| 20-23 mai 2010         | BMW PGA Championship               | Simon Khan             | 4 500 000        |
| 27-30 mai 2010         | Masters de Madrid                  | Luke Donald            | 1 500 000        |
| 3-6 juin 2010          | Open Celtc Manor Wales             | Graeme McDowell        | 1 800 000 £      |
| 10-13 juin 2010        | Open du Portugal                   | Thomas Bjørn           | 1 000 000        |
| 17-20 juin 2010        | Open américain                     | Graeme McDowell        | lié à la PGA     |
| 17-20 juin 2010        | Open de Saint-Omer                 | Martin Wiegele         | 600 000          |
| 24-27 juin 2010        | BMW International Open             | David Horsey           | 2 000 000        |
| 1er-4 juil. 2010       | Open de France                     | Miguel Ángel Jiménez   | 3 000 000        |
| 8-11 juil. 2010        | Open d'Écosse                      | Edoardo Molinari       | 3 000 000 £      |
| 15-18 juil. 2010       | Open britannique                   | Louis Oosthuizen       | lié à la PGA     |
| 22-25 juil. 2010       | Masters de Scandinavie du Nord     | Richard S. Johnson     | 2 000 000        |
| 29 juil.-1er août 2010 | Open d'Irlande                     | Ross Fisher            | 3 000 000        |
| 5-8 août 2010          | WGC-Bridgestone Invitational       | Hunter Mahan           | 8 500 000 $      |
| 12-15 août 2010        | Championnat de la PGA              | Martin Kaymer          | lié à la PGA     |
| 19-22 août 2010        | Open de République tchèque         | Peter Hanson           | 2 000 000        |
| 26-29 août 2010        | Championnat Johnnie Walker         | Edoardo Molinari       | 1 400 000 £      |
| 2-5 sept. 2010         | Masters européen Omega             | Miguel Angel Jimenez   | 2 000 000        |
| 29-12 sept. 2010       | Open des Pays-Bas                  | Martin Kaymer          | 2 000 000        |
| 16-19 sept. 2010       | Open d'Autriche                    | José Manuel Lara       | 1 000 000        |
| 23-26 sept. 2010       | Vivendi Trophy                     | John Parry             | 1 250 000        |
| 7-10 oct. 2010         | Championnat Dunhill Links          | Martin Kaymer          | 5 000 000 $      |
| 14-17 oct. 2010        | Masters du Portugal                | Richard Green          | 3 000 000        |
| 21-24 oct. 2010        | Masters Castello Costa Azahar      | Matteo Manassero       | 2 000 000        |
| 28-31 oct. 2010        | Masters d'Andalousie               | Graeme McDowell        | 3 000 000        |
| 4-7 nov. 2010          | WGC-HSBC Champions                 | Francesco Molinari     | 7 000 000 $      |
| 11-14 nov. 2010        | Open de Singapour                  | Adam Scott             |                  |
| 18-21 nov. 2010        | Open de Hong Kong                  | Ian Poulter            | 2 500 000 $      |
| 25-28 nov. 2010        | Dubai World Championship           | Robert Karlsson        | 7 500 000 $      |